# Мигдония (Македония)

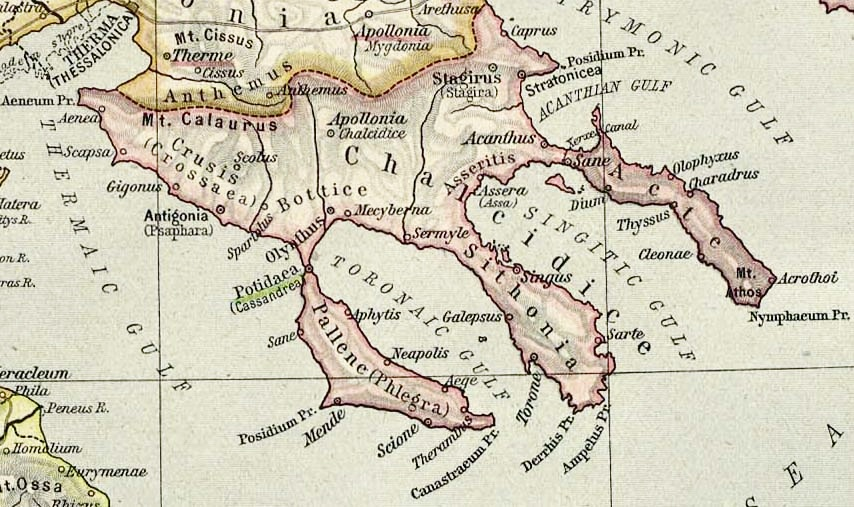
Мигдония

Мигдония (греч. Μυγδονία) — историческая область в Македонии, Греция, расположенная к востоку от Аксиоса вдоль побережью Стримонского залива. Была населена фракийским племенем миггдонов.
Здесь находились города Фермы и Фессалоники, получившие свои имена и украшенные при Кассандре, но уступавшие близлежащей столице Древней Македонии, городу Пелла.
Позднее значение Фессалоник (Салоники, Солун) как торгового и промышленного центра возросло, так что в средние века и новое время этот город стал играть вторую роль после Константинополя. Являлся главным городом римской провинции Macedonia Prima.